# Веронда
Веронда (рус. Веронда) река је на северозападу европског дела Руске Федерације. Протиче преко територије Новгородског рејона на северу Новгородске области и западна је притока језера Иљмењ, те део басена реке Волхов и Балтичког мора.
Река Веронда свој ток почиње у централним деловима мочварног подручја Долговски мох код села Нехино. Тече у смеру југа и улива се у језеро Иљмењ након 49 km тока. Површина њеног сливног подручја је 723 km². Веронда је типична равничарска река изузетно спорог тока која тече преко Прииљмењске равнице. Најважније притоке су Чежа и Видогошч са десне, те Добрињка, Змејка и Дубенка са леве стране.